# Stadtbefestigung Ehrenbreitstein

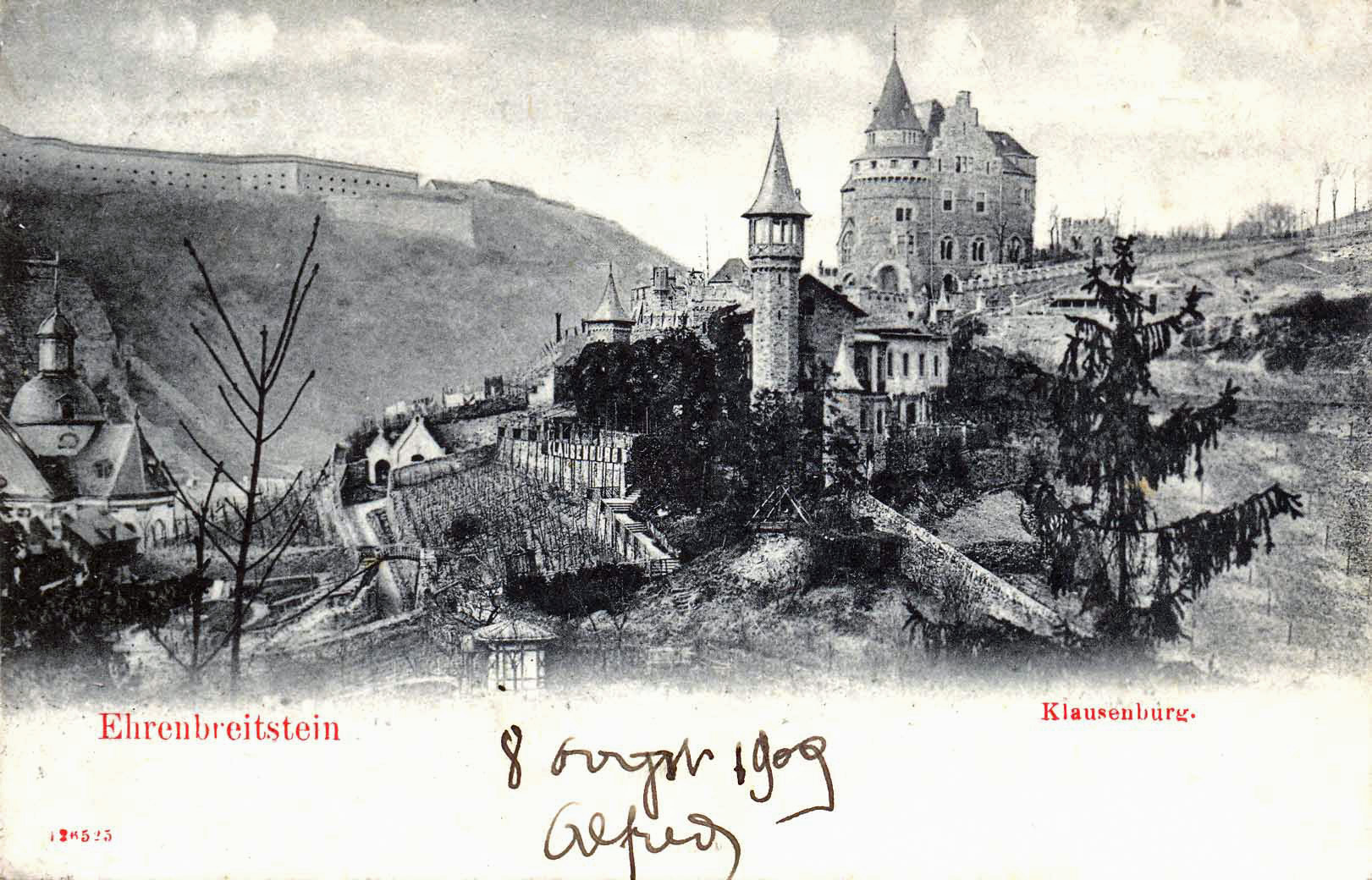
Die Klausenburg, im Hintergrund die Rheinburg 1909

Die  Stadtbefestigung Ehrenbreitstein war eine Befestigungsanlage um die Stadt Ehrenbreitstein, die heute ein Stadtteil von Koblenz ist. Eine erste zusammenhängende Stadtbefestigung wurde im 17. Jahrhundert mit Ausbau der Kurfürstlichen Residenz von den Trierer Kurfürsten errichtet.
Mit Bau der preußischen Festung Koblenz Anfang des 19. Jahrhunderts wurde die Stadtbefestigung neu angelegt. Die zum System Niederehrenbreitstein gehörende Anlage entstand in Teilen in den Jahren 1827–1833 und wurde 1854–1857 unter Carl August von Cohausen vollendet. Der krenelierte Mauerzug verband die älteren Teile der Stadtbefestigung miteinander und verlief wie folgt: Helfenstein–Sauerwassertor–Werk Klausenberg–Kelterhaus der Gebrüder Buschmann–Blindtaltor–Blindtaltraverse–Kaponniere am Kolonnenweg–Luisenturm–Teichertturm–Defensibles Trainwagenhaus–Pfaffendorfer Tor. Die Stadtbefestigung Ehrenbreitstein wurde 1890 aufgegeben.

## Geschichte

### Kurtrierische Stadtbefestigung

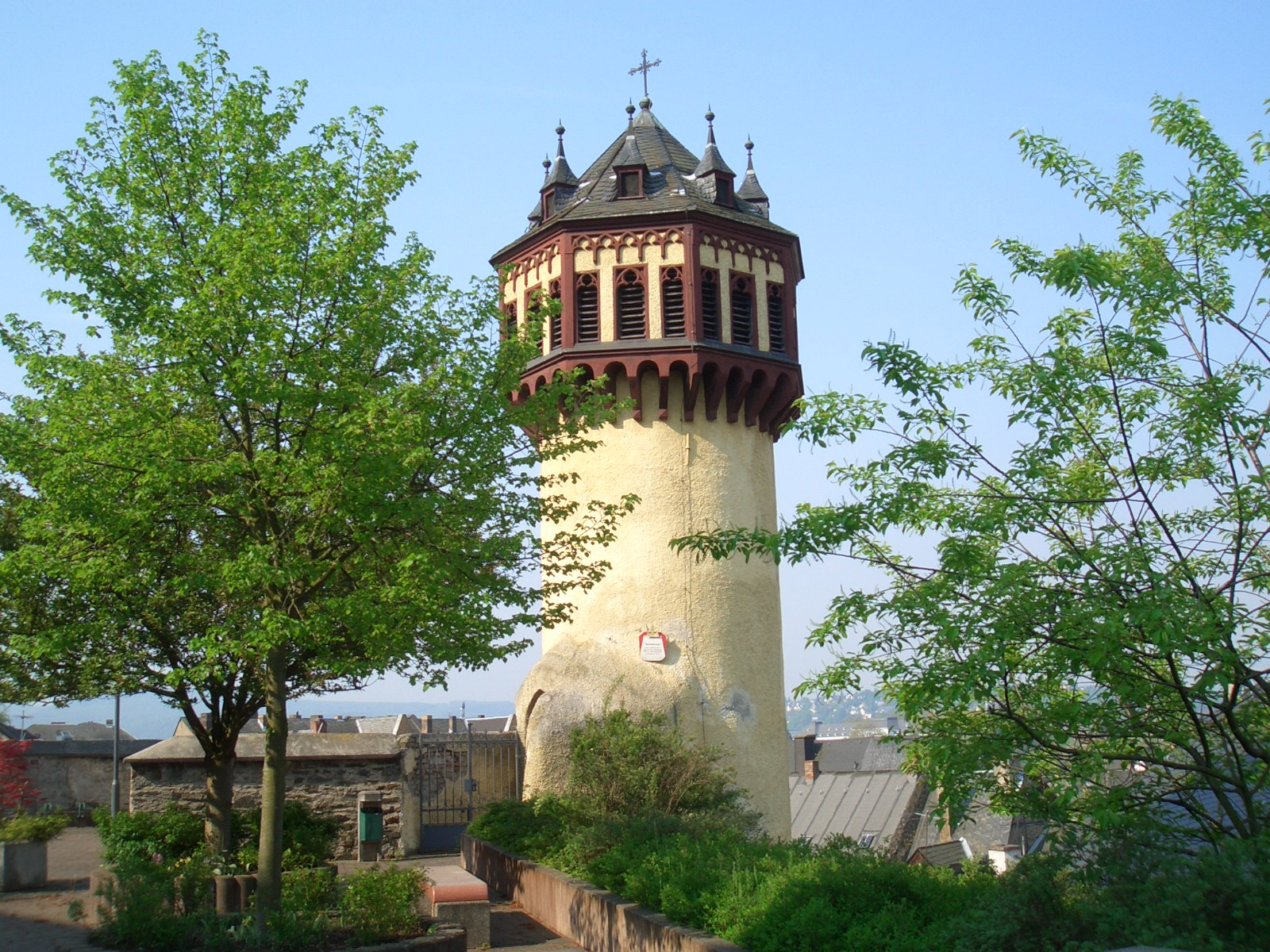
Heribertturm

Im Mittelalter verfügte Ehrenbreitstein nicht über eine zusammenhängende Befestigungsanlage. Die schmalen Eingänge in den Ort waren stattdessen mit festen Burghäusern gesichert. Im 16. Jahrhundert sicherte außerdem ein runder Turm, der sogenannte Heribertturm, und eine Toranlage am Augustinerkloster die Ortschaft. Nach dem Bau von Schloss Philippsburg im Dreißigjährigen Krieg kann die Planung für die Errichtung einer Stadtbefestigung nachgewiesen werden, deren Ausführung allerdings nicht belegt ist. Erst 1672 wurde von Kurfürst Karl Kaspar von der Leyen im Zuge von Umbauten an dem südlichen Ausläufer der kurfürstlichen Festung Ehrenbreitstein eine neue Ringmauer um den Ort gelegt, die vom Kapuzinerkloster zum Blindtal, von da zum Rundturm beim Augustinerkloster über den ehemaligen Viereckturm des heutigen Gesellenhauses bis zum Turm am Sauerbrunnen und von hier aus weiter in Richtung des Helfensteins verlief. Von dieser ersten Stadtmauer sind heute hauptsächlich noch die Türme vorhanden, ein Stück Stadtmauer hat sich in der Humboldtstraße erhalten.

### Preußische Stadtbefestigung

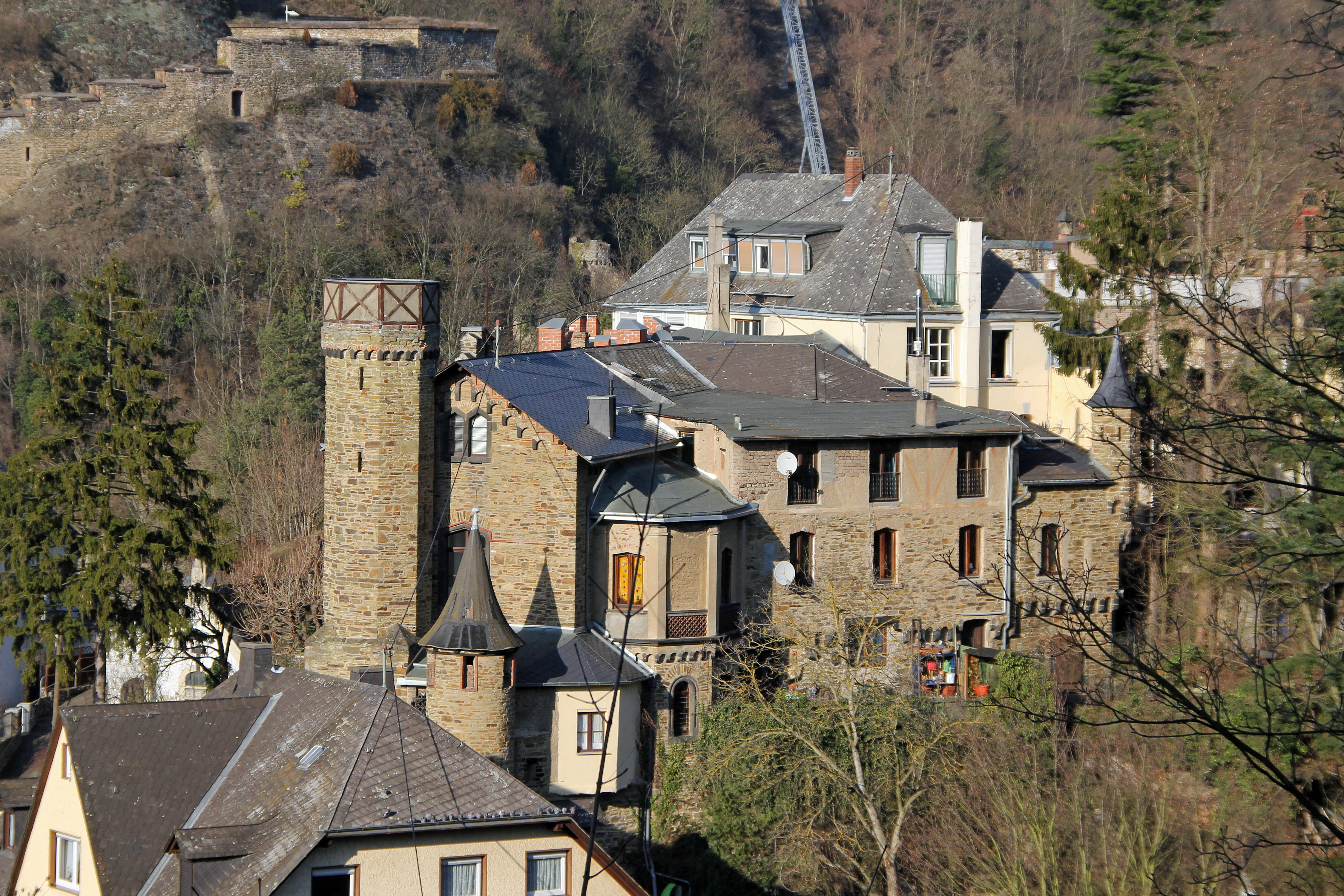
Das verteidigungsfähige Kelterhaus der Gebrüder Buschmann (Klausenburg)

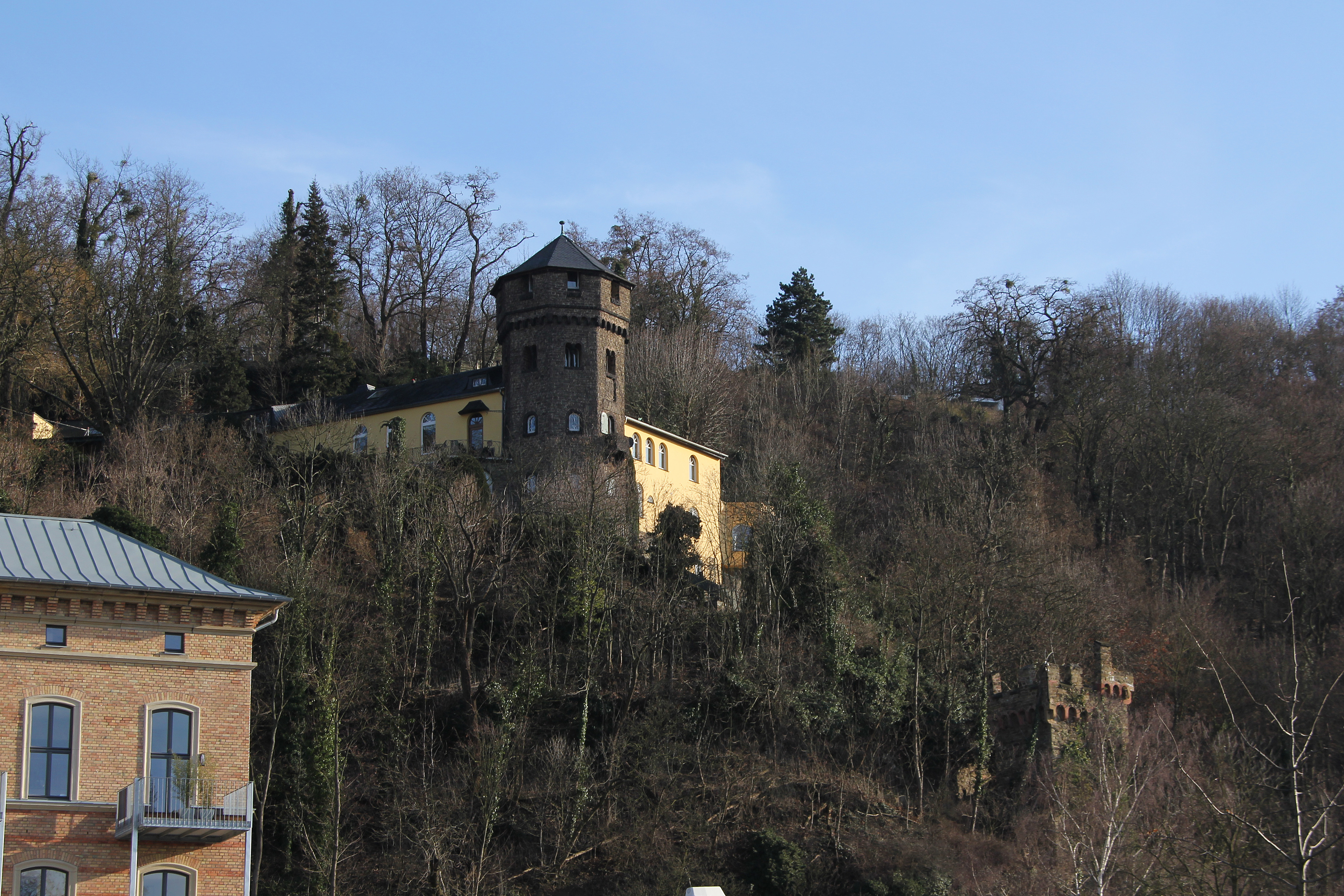
Der Luisenturm (links) und der Teichertturm (unten rechts)

Nach Übernahme von Ehrenbreitstein durch Preußen 1814 und dem Bau der Festung Koblenz, bei dem auch die zerstörte Festung Ehrenbreitstein wieder aufgebaut wurde, entstand 1827–1833 eine neue Stadtbefestigung mit Tore in Form einer krenelierten Mauer am defensiblen Trainwagenhaus und am Werk Klausenberg (heute Rheinburg). Außerdem wurden das Blindtaltor sowie das verteidigungsfähige Kelterhaus der Gebrüder Buschmann, welches in unmittelbarer Nähe des Werks Klausenberg lag, erbaut. Insgesamt war die Befestigung allerdings unzusammenhängend ausgeführt, so dass kein kompletter Befestigungsring um den Ort gelegt war. Erst 1854 begann man unter der Leitung und nach Plänen des Ingenieuroffiziers Carl August von Cohausen die Lücken nach und nach zu schließen und die älteren Teile zu integrieren. Die Anbindung des Klausenbergs an den Helfenstein erfolgte in den Jahren 1854–1857, in denen auch das Sauerwassertor gebaut wurde. Werk Klausenburg, Kelterhaus und Blindtal wurden durch krenelierte Mauern miteinander verbunden, während der folgende Abschnitt bis zum Pfaffendorfer Tor gänzlich neu zu befestigen war. Von Cohausen plante insgesamt vier Türme in diesem Abschnitt. Die Blindtaltraverse erhielt einen viereckigen, massiven Turm (Blindturm), von dem die krenelierte Mauer quer zum Kolonnenweg über eine Toranlage bis zu einer zweigeschossigen Kaponniere (Perschenbachturm) verlief. In unmittelbarer Nähe hatte von Cohausen aus ästhetischen Gründen einen weiteren Turm vorgesehen, der allerdings mehrfach abgelehnt worden war und nur durch die Verbindung mit der preußischen Prinzessin Luise eine Baugenehmigung erhielt (Luisenturm). Ein vierter und letzter Turm (Teichertturm) entstand in unmittelbarer Nähe zum Pfaffendorfer Tor. 1857 war die komplette Anlage fertiggestellt.
An der Errichtung der preußischen Stadtbefestigung waren nachfolgende Ingenieur-Offiziere in der Aufbauphase bis etwa 1833 beteiligt:
- Johann Wilhelm von Metzen (* 1797; † 3. März 1863), 1818 aus österreichischen Diensten ins preußische Ingenieur-Korps gekommen, 1819–1820 u. 1831–1832 in Koblenz, zuletzt Hauptmann und Platz-Ingenieur in Saarlouis, 1850 als Major verabschiedet.
- Moritz von Prittwitz
- Freiherr von Rosenberg
- Friedrich Sterzel

### Aufgabe der Stadtbefestigung
Im Jahr 1890 wurde die Stadtbefestigung Ehrenbreitstein zusammen mit der Stadtbefestigung Koblenz und dem System Feste Kaiser Franz aufgegeben. Die Stadt Ehrenbreitstein kaufte die Mauer samt Gelände, Gebäude und Toren 1892/93 an und verkaufte sie in den folgenden Jahren nach und nach. So gelangten bedeutende Teile in den folgenden Jahren in Privatbesitz, wurden umgebaut und blieben bis heute erhalten: Werk Klausenberg (heute Rheinburg), defensibles Kelterhaus (heute Klausenburg), Kaponniere am Kolonnenweg, Luisenturm, Teichertturm. Daneben sind Teile der krenelierten Mauer und ein Turm des Sauerwassertors erhalten. Abgebrochen wurden dagegen Teile des Sauerwassertors, das Blindtaltor sowie die Blindtaltraverse, die einem Bergrutsch zum Opfer fiel.

## Denkmalschutz
Die Überreste der Ehrenbreitsteiner Stadtbefestigung sind ein geschütztes Kulturdenkmal nach dem Denkmalschutzgesetz (DSchG) und in der Denkmalliste des Landes Rheinland-Pfalz eingetragen. Sie liegen in Koblenz-Ehrenbreitstein in der Denkmalzone Tal Ehrenbreitstein.
Seit 2002 sind die Überreste der Ehrenbreitsteiner Stadtbefestigung Teil des UNESCO-Welterbes Oberes Mittelrheintal.